# Djeli Moussa Condé
 (avril 2020).
Pour les articles homonymes, voir Condé.
Djeli Moussa Condé né le 23 mars 1963 à Conakry en république de Guinée, est un chanteur d'origine guinéenne, également joueur de kora et de guitare.

## Biographie
Couramment appelé Djeli, il est également surnommé le Griot de Ménilmontant.
Condé est issu d'une famille de griots et apprend très jeune l'art du chant et de la kora. Pendant quatre ans le maître Lamine Sissoko lui enseigne cet instrument et la culture musicale de son pays. Très doué, Djeli se voit décerner par l’Unesco le diplôme de participation au premier Festival de Kora d’Afrique de l’Ouest à Conakry. Déjà, il commence à exprimer ses talents de compositeur. Il part ensuite à l'aventure, durant plusieurs années, à travers l'Afrique de l'ouest.
Il voyage et séjourne en Gambie, Sénégal, Mali, jusqu’à Abidjan, ou il est repéré par Souleymane Koly, et devient de 1989 à 1993, auteur-compositeur de l’ensemble Kotéba d’Abidjan. Il participe à de nombreuses tournées à travers le monde et compose quatre morceaux pour Waramba, premier Opéra mandingue primé au Festival d’Avignon en 1993.
Djeli Moussa arrive à Paris en 1993, où il décide de s'installer afin d'y découvrir les nombreuses influences musicales qui y coexiste. Sans papiers, il est parrainé par Bernadette Lafont et Musiciens sans frontières et aura son titre de séjour après une longue lutte.
Il va alors collaborer avec des artistes comme Manu Dibango (Wakafrica), Salif Keïta, Richard Bona (Kalaban koro), Mory Kanté, Alpha Blondy, Cesária Évora, Hank Jones, Cheick Tidiane Seck (Sarala), Sekouba Bambino (Le destin, Sinikan...), Mangala (Réexpédition) et Amy Koïta.
Avec sa kora et sa voix puissante, il enregistre sur les albums de chacun et les accompagnent sur leurs tournées. Engagé, il participe à de nombreux concerts de soutien aux grandes causes humanitaires (Secours populaire français, Unesco, Musiciens sans frontières etc.).
En juillet 2002, Djeli rencontre de Janice DeRosa, diva du blues avec laquelle il enregistre l'album ADUNA, sorti en juin 2003.
Il joue également la kora sur le disque : les Comptines et berceuses du baobab avec Paul Mindy.
Il se consacre ensuite à la composition de nombreux morceaux. En 2010, il  rencontre Vincent Lassalle qui lui propose de produire et réaliser son album. Après une longue période de travail nait l'album éponyme Djeli, enregistré à Ménilmontant, son quartier de prédilection, un album qui livre une musique forte, des textes poétiques et engagés. Condé offre un univers singulier dans un esprit tribal et moderne à la fois, effleurant la pop, insérant une touche d’électro.

## Collaboration
Il a collaboré avec de nombreux artistes tels que Manu Dibango, Salif Keïta, Mory Kanté, Richard Bona, Alpha Blondy, Cesária Évora, Hank Jones, Cheick Tidiane Seck, Janice deRosa (nl) et a sorti son premier album solo en mars 2012.

## Album
Son album éponyme sorti le 19 mars 2012 chez (Polychrone/Sokadisc) a été suivi d'une tournée de 50 concerts en 2012.